# Cerro Escorial
Cerro Escorial är ett berg i Argentina. Det ligger i den norra delen av landet, 1 400 km nordväst om huvudstaden Buenos Aires. Toppen på Cerro Escorial är 5 447 meter över havet, eller 323 meter över den omgivande terrängen. Bredden vid basen är 5,8 km.
Terrängen runt Cerro Escorial är huvudsakligen kuperad, men norrut är den bergig. Trakten runt Cerro Escorial är nära nog obefolkad, med mindre än två invånare per kvadratkilometer.. Det finns inga samhällen i närheten.
Trakten runt Cerro Escorial är ofruktbar med lite eller ingen växtlighet.